# Space Weather
Space Weather: The International Journal of Research and Applications is een internationaal, aan collegiale toetsing onderworpen wetenschappelijk tijdschrift op het gebied van de astronomie. De naam wordt in literatuurverwijzingen meestal afgekort tot Space Weather Int. J. Res. Appl.
Het wordt uitgegeven door de American Geophysical Union.